# CRTC2
CRTC2‏ (CREB regulated transcription coactivator 2) هوَ بروتين يُشَفر بواسطة جين CRTC2 في الإنسان.